# Neopaulia ovczinnikovii
Neopaulia ovczinnikovii är en flockblommig växtart som först beskrevs av Jevgenij Korovin, och fick sitt nu gällande namn av Pimenov och Kljuykov. Neopaulia ovczinnikovii ingår i släktet Neopaulia och familjen flockblommiga växter. Inga underarter finns listade i Catalogue of Life.